# Huisichi
Huisichi är en ort i Mexiko.   Den ligger i kommunen Tolimán och delstaten Jalisco, i den södra delen av landet, 500 km väster om huvudstaden Mexico City. Huisichi ligger 916 meter över havet och antalet invånare är 404.
Terrängen runt Huisichi är kuperad åt nordost, men åt sydväst är den bergig. Runt Huisichi är det glesbefolkat, med 16 invånare per kvadratkilometer. Närmaste större samhälle är Tolimán, 6,5 km nordväst om Huisichi. I omgivningarna runt Huisichi växer huvudsakligen savannskog.